# Ranma 1/2
"Ranma 1/2" je japanska anime humoristična serija s blagim dodirom fantastike i romanse iz 1989. koja govori o mladiću Ranmi koji se u dodiru s hladnom vodom pretvara u djevojku. Snimljena je po istoimenoj mangi čija je autorica Rumiko Takahashi.

## Ekipa
Režija: Kazuhiro Furuhashi, Tomomichi Mochizuki
Glasovi: Kappei Yamaguchi (Ranma Saotome/muški), Megumi Hayashibara (Ranma Saotome/ženski), Noriko Hidaka (Akane), Kikuko Inoue (Kasumi Tendo) i drugi.

## Radnja
Pri treniranju u Kini Genma Saotome i njegov sin Ranma su pali u prokleta jezera Jusenkyo. Kao posljedica toga, Ranma se pri kontaktu s hladnom vodom od tada pretvara u crvenokosu djevojku a Genma u Pandu, a jedini lijek transformirati ih natrag je politi ih s toplom vodom. Pri povratku u Japan, njih dvoje se uputi u kuću obitelji Tendo. Tamo je naime poglavar obitelji, Soun, dogovorio s Genmom da će se Ranma udati za jednu od njegove tri kćerke, Akane. No Akane i Ranma se ne mogu podnijeti, a dodatne komplikacije su i mnoge djevojke i mladići koji se također zaljubljuju u njih...

## Kritika
Kritičar Raphale See na siteu Themanime.org je hvalio seriju: "Volim ovaj anime. Ovo je jedan od prvih animea koje sam vidio, i još uvijek je jedan od mojih najdražih. Ranma 1/2 je jedan od najsmiješnijih stvari koje ikada vidio, u animeu ili uopće. Scenarij je odličan, pun smijeha a situacije u kojima se nađe Ranma i njegova ekipa opire se svakom smislu logike, razuma ili gravitacije. Likovi su urnebesni (i slatki) te pomažu da serija ne bude samo jedna prosječna tinejdžerski sitcom".
Kritičar Bamboo Dong, pak, je u svojoj recenziji na siteu Animnewsnetwork.com napisao: "Ranma je jedna od onih vrsta serija koja, kada se gleda u velikoj grupi ljudi (četiri ili više), može doimati nevjerojatno smiješno, a onda biti potpuno blijeda kada se gleda pojedinačno. Na primjer, u par epizoda cijeli se humor temelji na činjenici da se "negativci" bore i izgledaju poput peciva. Nakon prvih par komičnih šokova od prizora antagonista, ponavljanje šala, dijaloga i animacijskih sekvenci postaje vrlo brzo izlizano...Šteta je što je od cijele sezone samo par epizoda tu i tamo vrijedno gledati više nego jedanput. Na kraju krajeva, nakon pet sezona cijela stvar postaje pomalo zastarjela".

## Vanjske poveznice
- Animeacademy.com
- Imdb.com
- Themanime.org